# Ngô Chư Phàn
Ngô Chư Phàn (chữ Hán: 吳諸樊; trị vì: 560 TCN-548 TCN), là vị vua thứ 20 của nước Ngô thời Xuân Thu trong lịch sử Trung Quốc.

## Làm vua
Ông mang họ Cơ, là con trưởng của Ngô Thọ Mộng – vua thứ 19 nước Ngô. Vua cha Thọ Mộng muốn truyền ngôi cho người em út của ông là Quý Trát là người hiền tài nhất trong 4 anh em.
Năm 561 TCN, Thọ Mộng qua đời, Chư Phàn muốn làm theo lời cha, nhường ngôi cho em nhưng Quý Trát nhất định chối từ không nhận. Vì vậy ông lên nối ngôi vua.
Mùa thu năm 560 TCN, Chư Phàn giao chiến với quân nước Sở, bị quân Sở đánh bại.
Năm 548 TCN, Chư Phàn qua đời. Ông ở ngôi được 13 năm. Ông có con trai là Cơ quang và Cơ Phu Khái, nhưng muốn làm theo lời cha dặn, bèn truyền ngôi cho người em thứ 2 là Cơ Dư Sái để theo tuần tự sẽ truyền tới Quý Trát.
Dư Sái qua đời lại truyền ngôi cho em là Dư Muội. Dư Muội qua đời, em là Quý Trát không chịu làm vua, do đó ngôi vua truyền cho con ruột Dư Muội là Dư Liêu (Ngô Liêu).
Năm 514 TCN, Cơ quang giết em họ là Ngô Liêu để làm vua.